# SU-85 (自走砲)
SU-85（ロシア語: СУ-85）は、ソビエト連邦がT-34をベースに開発した駆逐戦車。スヴェルドロフスク（現エカテリンブルク）の国営第9ウラル重機械工具製造所で、1943年8月より生産開始された。

## 概要
ドイツ国防軍が1943年初めに投入したティーガーI戦車を鹵獲したソ連赤軍は、この戦車を撃破するためにはT-34のF-34 76.2mm砲では至近距離まで接近しないと無理であり、また122mm榴弾砲では対戦車戦闘には不利であることを悟った。これに対抗するためには85mm高射砲やA-19 122mmカノン砲クラスの火器が必要とされ、これらの車載用改造型を開発することにした。
そこでM1939 85mm高射砲を基にしたS-18を SU-122に搭載することを試み、SU-85-IとSU-85-IVの二種類の試作車が作られたが上手くいかず、新たに別の85mm砲であるD-5Sが搭載されたSU-85-IIが試作され、これが採用され量産型のSU-85となった。これは、48発の85mm砲弾とピストルポートから撃つためのサブマシンガンの弾薬を1500発、自衛用のF1手榴弾24個と対戦車手榴弾5個を搭載できた。
当初、主砲がKV-85に優先的に回されたため生産開始が遅れ、1943年7月のクルスクの戦いには間に合わず、実戦参加は9月のドニエプル渡河作戦からである。以後、終戦まで継続して使われ続けた。
本車は分類としては自走砲だが、性格としては85mm対戦車砲D-5Sを搭載する駆逐戦車である。ドイツの新型重戦車に対抗すべく、より強力なD-5S-BM85に換装した試作車SU-85BMや、100mm砲を小口径化＝弾頭は85mmだが薬莢は100mm砲の物にした高初速砲を搭載するSU-D-10-85、またその逆に100mm弾頭と85mm薬莢の組み合わせの砲弾を使うSU-S-34-1も試作された。
1944年2月からは主砲をD-5S-85Aに換装したSU-85Aの生産が開始された。4月まではSU-85とSU-85Aが並行して生産されたが、5月以降はSU-85Aに一本化されている。この頃には既にT-34-85の大量生産が開始されており、SU-85Aの生産は8月に終了し、以降は後継のSU-100が生産される予定であったが、SU-100の主砲と弾薬の生産の遅れから、SU-100の車体にD-5S-85Aを搭載したSU-85Mに生産が移行し、これは11月まで生産された。最終的な生産数はSU-85が1,245輌、SU-85Aが1,090輌、SU-85Mが315輌である。
因みに、かつてタミヤは自社のSU-85のプラモデルに「ファーマー」という独自の愛称を与えていた。

## 登場作品

### ゲーム
『War Thunder』
SU-85、SU-85Mを開発することでプレイヤーが使用可能。
『World of Tanks』
ソ連駆逐戦車SU-85として開発することでプレイヤーが使用可能。
『トータル・タンク・シミュレーター』
ソビエト連邦の駆逐戦車として使用可能。
『突撃の戦車』
『パンツァーフロント』